# (803) Picka
Pour les articles ayant des titres homophones, voir Pica et Pika (homonymie).
(803) Picka est un astéroïde de la ceinture principale découvert le 21 mars 1915 par l'astronome autrichien Johann Palisa.
Sa désignation provisoire était 1915 WS.